# Amblypsilopus eupulvillatus
Amblypsilopus eupulvillatus är en tvåvingeart som först beskrevs av Octave Parent 1928.  Amblypsilopus eupulvillatus ingår i släktet Amblypsilopus och familjen styltflugor.
Artens utbredningsområde är Tonga. Inga underarter finns listade i Catalogue of Life.